# Igrište, Kuršumlija
Igrište (izvirno srbsko Игриште) je naselje v Srbiji, ki upravno spada pod Občino Kuršumlija; slednja pa je del Topliškega upravnega okraja.

## Demografija
V naselju, katerega izvirno (srbsko-cirilično) ime je Игриште, živi 40 polnoletnih prebivalcev, pri čemer je njihova povprečna starost 59,6 let (59,8 pri moških in 59,3 pri ženskah). Naselje ima 22 gospodinjstev, pri čemer je povprečno število članov na gospodinjstvo 1,91.
To naselje je, glede na rezultate popisa iz leta 2002, večinoma srbsko.
|  |

| Demografija | Demografija     | Demografija     |
| Leto        | Št. prebivalcev | Št. prebivalcev |
| ----------- | --------------- | --------------- |
|             |                 |                 |
|             |                 |                 |
|             |                 |                 |
|             |                 |                 |
| 1948        | 457             |                 |
| 1953        | 519             |                 |
| 1961        | 460             |                 |
| 1971        | 279             |                 |
| 1981        | 160             |                 |
| 1991        | 90              | 89              |
| 2002        | 44              | 42              |
|             |                 |                 |

| Etnična sestava po popisu iz leta 2002 | Etnična sestava po popisu iz leta 2002 | Etnična sestava po popisu iz leta 2002 | Etnična sestava po popisu iz leta 2002 | Etnična sestava po popisu iz leta 2002 |
| -------------------------------------- | -------------------------------------- | -------------------------------------- | -------------------------------------- | -------------------------------------- |
| Srbi                                   | Srbi                                   |                                        | 39                                     | 92,85%                                 |
| Neznano                                | Neznano                                |                                        | 3                                      | 7,14%                                  |